# Krabban med guldklorna (film)
Krabban med guldklorna (franska: Le crabe aux pinces d'or) är en belgisk dockfilm, "stop motion", på franska från 1947, och den första långfilmen om Tintin. För regin stod Claude Misonne. Filmen följer nästan exakt handlingen från serieboken. Längden på filmen är 60 minuter. Endast vid två tillfällen har filmen visats på biograf. Filmen gavs ut på DVD i Frankrike år 2008.